# 北营门桥
北营门桥（建设时名为河北大街立交桥）是跨越天津市区内海河主要支流子牙河上的一座立交桥，联通天津市南开区、河北区和红桥区三个市辖区，是天津西站交通枢纽的综合配套工程的一部分，已于2011年6月与京沪高速铁路和天津西站同步投入使用，缓解了河北区和红桥区两区之间的交通压力。

## 概况
天津河北大街立交桥连通天津市河北大街，是天津中心城区快速路西纵方向和北横方向交汇节点，该桥为钢塔斜拉桥，钢塔高78米，桥身由2条主线、1条连接线及多条匝道组成，全长1050米，其中主桥长230米，宽36.8米，为双向8车道。天津河北大街立交桥同时作为天津西站枢纽配套项目，建成后可以使来往天津西站的车辆快速驶入快速路。立交桥在快速路西纵方向跨越子牙河的主桥西侧设置辅道桥，利用有70余年历史的老红桥作为东侧辅道桥，来沟通子牙河两岸的行人及自行车交通，在建成新桥的同时对历史文物也进行了保护和修缮。河北大街立交桥的夜景灯光为白色调，毗邻海河游船可以抵达游览的最上游的天石舫码头。

## 建设
河北大街立交桥于2005年3月5日开工建设，由天津城建集团一公司承建。2008年6月25日完成主体建设，成为海河景观旅游的景点之一，是北京奥运火炬在天津传递的途径线路。但由于天津西站配套工程和快速路尚未完工因为并未即刻投入使用。迟至2011年6月河北大街立交桥实现半幅投入使用，同年7月12日正式全部投入使用。